# Neumarkt im Mühlkreis
Neumarkt im Mühlkreis – gmina targowa w Austrii, w kraju związkowym Górna Austria, w powiecie Freistadt. Liczy ok. 3,1 tys. mieszkańców.